# Mirco Gasparetto
Mirco Gasparetto (Asolo, 2 febbraio 1980) è un allenatore di calcio ed ex calciatore italiano, di ruolo attaccante, allenatore in seconda della nazionale Under-20 italiana.

## Biografia
È il fratello del giocatore Daniele Gasparetto.

## Carriera

### Giocatore

#### Club
Cresciuto nelle giovanili prima del Montebelluna e poi del Milan, viene mandato a fare le prime esperienze professionistiche in alcune squadre di serie C1: gioca per due stagioni a Padova e una a Prato, dove segna ben 20 reti in 30 partite. Debutta in serie A il 14 settembre 2003 con la maglia dell'Empoli e segna il suo primo ed unico gol in massima serie il 18 aprile 2004 contro il Brescia.
Negli anni 2007 e 2008 conquista due promozioni consecutive dalla serie B alla serie A: la prima volta giungendo terzo con il Genoa e la seconda vincendo il campionato cadetto con il Chievo Verona; ciononostante Gasparetto dovette affrontare ancora un anno in cadetteria, visto che venne ceduto dal Chievo al Pisa con la formula del prestito oneroso e resterà quindi all'ombra della Torre pendente fino al giugno 2009; la stagione termina con la retrocessione in serie C.
Nell'estate del 2009 torna al Chievo dove non viene impiegato andando sempre in tribuna. Il 12 gennaio 2010 passa in prestito al Padova. Per lui è un ritorno nella squadra patavina in quanto vi ha già giocato tra il 1999 e il 2001. Inoltre trova per la prima volta come suo compagno di squadra il fratello Daniele. I due giocano assieme per la prima volta nella partita Modena-Padova 0-0 del 16 gennaio 2010 giocando entrambi da titolari. Per tutti e due si tratta del debutto nella stagione 2009-2010 visto che Daniele è stato fermo per diverso tempo a causa di un infortunio.
Tornato al Chievo nell'estate, esordisce in Coppa Italia contro il Novara ma non viene mai impiegato in gare di campionato. Nella sessione invernale di calciomercato passa in prestito alla Cremonese (Lega Pro Prima Divisione).
Il 17 luglio 2011 passa a titolo definitivo al Lumezzane.
Scaduto il contratto annuale con la società bresciana, alla fine di settembre 2012 trova un accordo con il Real Vicenza, formazione neopromossa in Serie D.
Il 18 giugno 2013 firma per il Villafranca Veronese, formazione che milita nel Campionato di Eccellenza.

#### Nazionale
Ha vestito la maglia della Nazionale Under-17 per tre volte su quattro convocazioni.

### Allenatore
Terminata la carriera da giocatore nell'estate 2014 diventa il vice allenatore del Lumezzane in Lega Pro. Il 30 ottobre il tecnico Paolo Nicolato, Gasparetto e il preparatore atletico Massimo Bucci, vengono sollevati dall'incarico.
Il 9 dicembre 2015 ritorna sulla panchina del Lumezzane, sempre come vice di Nicolato e anche in questo caso insieme a Bucci.
Dal 2016 segue Nicolato dapprima all’Under-18 e all’Under-19, poi all’Under-20 e, dal 2019, all’Under-21.
Rimane nel giro delle nazionali giovanili anche dopo gli europei di categoria del 2023 quando, terminato il contratto di Nicolato, va a ricoprire il ruolo di vice allenatore di Bernardo Corradi, prima dell'Under-19 e poi dell'Under-20.. Il 17 luglio 2025, mantiene lo stesso ruolo nello staff di Carmine Nunziata, ritornato sulla panchina dell'Under-20 dopo il biennio alla guida della nazionale Under-21.

## Statistiche

### Presenze e reti nei club
| Stagione        | Squadra         | Campionato      | Campionato | Campionato | Coppe nazionali | Coppe nazionali | Coppe nazionali | Coppe continentali | Coppe continentali | Coppe continentali | Altre coppe | Altre coppe | Altre coppe | Totale | Totale |
| Stagione        | Squadra         | Comp            | Pres       | Reti       | Comp            | Pres            | Reti            | Comp               | Pres               | Reti               | Comp        | Pres        | Reti        | Pres   | Reti   |
| --------------- | --------------- | --------------- | ---------- | ---------- | --------------- | --------------- | --------------- | ------------------ | ------------------ | ------------------ | ----------- | ----------- | ----------- | ------ | ------ |
| 2001-2002       | Varese          | C1              | 21         | 2          | CI-C            | 0               | 0               | -                  | -                  | -                  | -           | -           | -           | 21     | 2      |
| 2002-2003       | Prato           | C1              | 30         | 20         | CI-C            | 4               | 3               | -                  | -                  | -                  | -           | -           | -           | 34     | 23     |
| 2003-2004       | Empoli          | A               | 13         | 1          | CI              | 1               | 0               | -                  | -                  | -                  | -           | -           | -           | 14     | 1      |
| 2004-2005       | Empoli          | B               | 37         | 1          | CI              | 2               | 0               | -                  | -                  | -                  | -           | -           | -           | 39     | 1      |
| 2005-gen. 2006  | Empoli          | A               | 6          | 0          | CI              | 3               | 1               | -                  | -                  | -                  | -           | -           | -           | 9      | 1      |
| gen.-giu. 2006  | Mantova         | B               | 14+3       | 2+1        | CI              | -               | -               | -                  | -                  | -                  | -           | -           | -           | 17     | 3      |
| 2006-gen. 2007  | Empoli          | A               | 8          | 0          | CI              | 4               | 0               | -                  | -                  | -                  | -           | -           | -           | 12     | 0      |
| Totale Empoli   | Totale Empoli   | Totale Empoli   | 64         | 2          |                 | 10              | 1               |                    | -                  | -                  |             | -           | -           | 74     | 3      |
| gen.-giu. 2007  | Genoa           | B               | 20         | 6          | CI              | -               | -               | -                  | -                  | -                  | -           | -           | -           | 20     | 6      |
| ago. 2007       | Genoa           | A               | 1          | 0          | CI              | 1               | 0               | -                  | -                  | -                  | -           | -           | -           | 2      | 0      |
| Totale Genoa    | Totale Genoa    | Totale Genoa    | 21         | 6          |                 | 1               | 0               |                    | -                  | -                  |             | -           | -           | 22     | 6      |
| ago. 2007-2008  | Chievo          | B               | 22         | 0          | CI              | -               | -               | -                  | -                  | -                  | -           | -           | -           | 22     | 0      |
| 2008-2009       | Pisa            | B               | 36         | 4          | CI              | -               | -               | -                  | -                  | -                  | -           | -           | -           | 36     | 4      |
| 2009-gen. 2010  | Chievo          | A               | 0          | 0          | CI              | 0               | 0               | -                  | -                  | -                  | -           | -           | -           | 0      | 0      |
| gen.-giu. 2010  | Padova          | B               | 7          | 0          | CI              | -               | -               | -                  | -                  | -                  | -           | -           | -           | 7      | 0      |
| 2010-gen. 2011  | Chievo          | A               | 0          | 0          | CI              | 1               | 0               | -                  | -                  | -                  | -           | -           | -           | 1      | 0      |
| Totale Chievo   | Totale Chievo   | Totale Chievo   | 22         | 0          |                 | 1               | 0               |                    | -                  | -                  |             | -           | -           | 23     | 0      |
| gen.-giu. 2011  | Cremonese       | 1D              | 9          | 0          | CI+CI-LP        | -               | -               | -                  | -                  | -                  | -           | -           | -           | 9      | 0      |
| 2011-2012       | Lumezzane       | 1D              | 30         | 5          | CI+CI-LP        | 2+0             | 0               | -                  | -                  | -                  | -           | -           | -           | 32     | 5      |
| 2012-2013       | Real Vicenza    | D               | 23         | 5          | CI-D            | -               | -               | -                  | -                  | -                  | -           | -           | -           | 23     | 5      |
| Totale carriera | Totale carriera | Totale carriera | 280        | 47         |                 | 18              | 4               |                    | -                  | -                  |             | -           | -           | 298    | 51     |

## Palmarès

### Club

#### Competizioni giovanili
- Torneo di Viareggio: 1

Milan: 1999

#### Competizioni nazionali
- Campionato italiano di Serie C2: 1

Padova: 2000-2001
- Campionato italiano di Serie B: 3

Empoli: 2004-2005
Chievo: 2007-2008
Genoa: Serie B 2006-2007